# Division 1 de 1936–37
A Division 1 de 1936–37 foi uma competição de futebol realizada na França, contando como a 5ª edição da história da liga profissional francesa. O campeão foi Olympique de Marseille, pela primeira vez, tendo como vice o Souchaux.

## Participantes e regulamento
| - FC Antibes - AS Cannes - SC Fives - Olympique Lillois - Olympique de Marseille - FC Metz - FC Mulhouse - RC Paris |  | - Red Star - Stade Rennais - Excelsior AC Roubaix - RC Roubaix - FC Rouen - FC Sète - FC Sochaux-Montbéliard - RC Strasbourg |

Todos os 16 clubes se enfrentariam em jogos de ida e volta. O melhor classificado ao fim desses confrontos se sagraria campeão. Os dois últimos colocados seriam rebaixados à Division 2.

## Classificação Final
| Pos | Clube                  | Pontos | Jogos | V  | E | D  | GP | GC  | SG  |
| --- | ---------------------- | ------ | ----- | -- | - | -- | -- | --- | --- |
| 1   | Olympique de Marseille | 38     | 30    | 17 | 4 | 9  | 69 | 39  | +30 |
| 2   | Sochaux                | 38     | 30    | 16 | 6 | 8  | 56 | 42  | +14 |
| 3   | Racing Paris           | 37     | 30    | 17 | 3 | 10 | 57 | 47  | +10 |
| 4   | Rouen                  | 35     | 30    | 15 | 5 | 10 | 62 | 48  | +14 |
| 5   | Olympique Lillois      | 34     | 30    | 14 | 6 | 10 | 51 | 43  | +8  |
| 6   | Strasbourg             | 33     | 30    | 12 | 9 | 9  | 62 | 39  | +23 |
| 7   | Metz                   | 32     | 30    | 13 | 6 | 11 | 60 | 61  | -1  |
| 8   | Excelsior Roubaix      | 31     | 30    | 13 | 5 | 12 | 72 | 60  | +12 |
| 9   | Red Star               | 31     | 30    | 12 | 7 | 11 | 47 | 58  | -11 |
| 10  | Sète                   | 30     | 30    | 11 | 8 | 11 | 46 | 48  | -2  |
| 11  | Fives                  | 28     | 30    | 12 | 4 | 14 | 54 | 45  | +9  |
| 12  | Roubaix                | 27     | 30    | 11 | 5 | 14 | 50 | 61  | -11 |
| 13  | Antibes                | 26     | 30    | 11 | 4 | 15 | 50 | 64  | -14 |
| 14  | Cannes                 | 25     | 30    | 8  | 9 | 13 | 48 | 55  | -7  |
| 15  | Rennes                 | 20     | 30    | 8  | 4 | 18 | 38 | 58  | -20 |
| 16  | Mulhouse               | 15     | 30    | 6  | 3 | 21 | 48 | 102 | -54 |

|  |           |
|  | Campeão   |
|  | Rebaixado |

## Artilharia
| Posição | Jogador       | Clube                  | Gols |
| ------- | ------------- | ---------------------- | ---- |
| 1       | Oskar Rohr    | RC Strasbourg          | 30   |
| 2       | Mario Zatelli | Olympique de Marseille | 28   |
| 3       | Jean Nicolas  | FC Rouen               | 27   |
| 4       | René Couard   | RC Paris               | 22   |
| -       | Henri Hiltl   | Excelsior AC Roubaix   | 22   |